# Jean Laborde (general)
Jean Laborde, francoski general, * 1882, † 1964.